# Constitución de Honduras de 1936
La Constitución de Honduras de 1936 fue  promulgada el 28 de marzo de 1936 en la capital del país Tegucigalpa, durante el gobierno constitucional del nacionalista Tiburcio Carías Andino. Entró en vigencia el 15 de abril de ese año (art. 204).
La constitución y sus reformas finalmente perpetraron en el poder a Carias Andino y a su vicepresidente hasta 1949:

«La Presidencia y Vicepresidencia Constitucional de la República, ejercidas, respectivamente, por los ciudadanos Dr. y Gral. Don Tiburcio Carias Andino e Ing. y Gral. Don Abraham Williams Calderón, terminarán el primero de enero de mil novecientos cuarenta y nueve; [...]»
Artículo 202, reformado en 1939

La constitución fue firmada por Carias Andino, Abraham Williams, secretario de Gobernación, Justicia, Sanidad y Beneficencia, Antonio Bermúdez M., secretario de Relaciones Exteriores, Juan Manuel Gálvez, secretario de Guerra, Marina y Aviación, Armando Flores Fiallos, secretario de Hacienda y Crédito Público, Jesús M. Rodríguez H., secretario de Instrucción Pública, Salvador Aguirre, secretario de Fomento, Agricultura y Trabajo, y los diputados constituyentes.

## Antecedentes
En 1935 y 1936 el gobierno de Tiburcio Carías Andino inició una campaña mediática para promover su continuismo en el poder. Esto fue apoyado por la Iglesia católica y por buena parte de los simpatizantes del Partido Nacional, quienes realizaron manifestaciones de apoyo.
El 6 de enero de 1936 el Congreso Nacional, controlado por el Partido Nacional, con el voto positivo de 56 diputados contra 2, emitió un decreto para que el 26 del mismo mes se eligieran diputados a una Asamblea Nacional Constituyente. Las elecciones se llevaron a cabo y el Partido Nacional obtuvo 132,948 votos, mientras que el opositor Partido Liberal 46.

### Asamblea Constituyente
La Asamblea Nacional Constituyente estuvo integrada solo por diputados simpatizantes a la administración y fue instalada el 8 de marzo. Sus miembros fueron:
| Diputado                                 | Por el departamento de: |
| 1. Antonio C. Rivera - presidente        | Tegucigalpa             |
| 2. Timoteo Chirinos Z. - vicepresidente  | Tegucigalpa             |
| 3. Carlos Izaguirre                      | El Paraíso              |
| 4. Martín M. Agüero                      | Tegucigalpa             |
| 5. Mariano Jiménez T.                    | Santa Bárbara           |
| 6. Jesús Aguilar Paz                     | Santa Bárbara           |
| 7. Y. Landa Blanco                       | Cortés                  |
| 8. A. J. Alvarado                        | Copán                   |
| 9. J. Héctor Leiva                       | Valle                   |
| 10. R. Alvarado Romero                   | Olancho                 |
| 11. Pedro Amaya R.                       | Santa Bárbara           |
| 12. Manuel Luna C.                       | Copán                   |
| 13. Rafael Ayala                         | Intibucá                |
| 14. Miguel M. Laínez                     | El Paraíso              |
| 15. Carlos Conrado Bonilla               | Cortés                  |
| 16. Jesús Banegas Membreño               | Gracias                 |
| 17. G. Boquin B.                         | Comayagua               |
| 18. Emigdio Mena                         | Santa Bárbara           |
| 19. Antonio C. Bustillo                  | Comayagua               |
| 20. Liberato Mendoza                     | Choluteca               |
| 21. Vicente Cáceres                      | Tegucigalpa             |
| 22. Juan V. Moncada                      | Colón                   |
| 23. E. Carcamo M.                        | Choluteca               |
| 24. Juan C. Mondragón                    | Choluteca               |
| 25. Earl C. Cooper                       | Islas de la Bahía       |
| 26. Horacio Moya Posas                   | Atlántida               |
| 27. G. Elvir                             | El Paraíso              |
| 28. R. Muñoz Cabañas                     | Gracias                 |
| 29. M. Funez A.                          | Olancho                 |
| 30. Plutarco Muñoz P.                    | Yoro                    |
| 31. Pastor Gómez H.                      | Valle                   |
| 32. Federico Ordóñez P.                  | Colón                   |
| 33. Alejandro Castro                     | Tegucigalpa             |
| 34. L. A. Osorio                         | Choluteca               |
| 35. Leopoldo Hernández                   | Gracias                 |
| 36. Salomón Paredes G.                   | Cortés                  |
| 37. Feliz Pedro Pinel Peña               | Choluteca               |
| 38. J. Inocente Triminio                 | El Paraíso              |
| 39. M. Ramírez                           | Yoro                    |
| 40. Pedro F. Triminio                    | Tegucigalpa             |
| 41. Marco H. Raudales                    | Tegucigalpa             |
| 42. J. C. Valenzuela                     | Comayagua               |
| 43. Jesús Rodezno                        | Ocotepeque              |
| 44. Eleazar F. Vargas                    | Olancho                 |
| 45. M. Romero L.                         | Cortés                  |
| 46. Lorenzo J. Vásquez                   | La Paz                  |
| 47. Humberto Chevez Padilla              | La Paz                  |
| 48. Rodolfo Z. Velásquez                 | Intibucá                |
| 49. Alfredo Tábora Solares               | Copán                   |
| 50. Miguel Villeda Vidal                 | Ocotepeque              |
| 51. Sabino Tinoco                        | Yoro                    |
| 52. Monico Zelaya                        | Atlántida               |
| 53. José Antonio Torres                  | La Paz                  |
| 54. Fernando Zepeda D.                   | Tegucigalpa             |
| 55. G. Cantarero P. - secretario 1       | Intibucá                |
| 56. Marco A. Batres - secretario 2       | Gracias                 |
| 57. Raúl R. Cueva - prosecretario 1      | Copán                   |
| 58. Andrés Felipe Díaz - prosecretario 2 | Olancho                 |

## Estructura
La constitución fue la más extensa hasta entonces. Tiene 204 artículos, ordenados de la siguiente manera:
Preámbulo:
Decreto número 3
La Asamblea Nacional Constituyente Decreta y Sanciona la siguiente: Constitución Política.

Título I   (art. 1-5)
Capítulo único. De la Nación y la Ciudadanía
Título II. De la nacionalidad y la Soberanía   (art. 6-29)
Capítulo I. De los hondureños
Capítulo II. De los extranjeros
Capítulo III. De los ciudadanos
Título III. De los derechos y garantías   (art. 30-85)
Capítulo I. De la inviolabilidad de la vida humana
Capítulo II. De la seguridad individual
Capítulo III. De la libertad
Capítulo IV. De la igualdad
Capítulo V. De la propiedad
Capítulo VI. Otras garantías
Capítulo VII. De la suspensión de garantías
Título IV. De la forma de Gobierno   (art. 86-88)
Capítulo único
Título V. Del Poder Legislativo   (art. 89-113)
Capítulo I. De su organización
Capítulo II. De las atribuciones del Congreso
Capítulo III. De la formación, sanción y promulgación de la Ley
Título VI. Del Poder Ejecutivo   (art. 114-128)
Capítulo I. De su organización
Capítulo II. De las atribuciones del Poder Ejecutivo
Capítulo III. De los Secretarios de Estado
Título VII. Del Poder Judicial   (art. 129-148)
Capítulo I. De su organización
Capítulo II. De las atribuciones de la Corte Suprema
Capítulo III. De la inconstitucionalidad y revisión
Capítulo IV. de la Tesorería de Justicia
Título VIII. De la Hacienda Nacional   (art. 149-168)
Capítulo I. De los bienes nacionales
Capítulo II. Del Presupuesto
Capítulo III
Título IX. Del ejército   (art. 169-175)
Capítulo único
Título X. Del Régimen Departamental y Municipal   (art. 176-184)
Capítulo I. Del Gobierno Departamental
Capítulo II. De la Administración Municipal
Título XI. De la responsabilidad de los funcionarios públicos   (art. 185-190)
Capítulo único
Título XII. Del trabajo y de la familia   (art. 191-198)
Capítulo único
Título XIII. De las Leyes Constitutivas   (art. 198)
Capítulo único
Título XIV. De las reformas y observancias de la Constitución y Leyes Constitutivas   (art. 199-204)
Capítulo I. De la reforma
Capítulo II. De la observancia

## Contenido

### Gobierno
Similar a anteriores constituciones, en esta se considera la posibilidad de realizar tratos con uno o más estados de la antigua Federación Centroamericana con el fin de volver a unirse (art. 88). El tiempo de mandato del presidente, vicepresidente, diputados y magistrados de la Corte se elevó de 4 a 6 años (art. 96, 117 y 136). La constitución además perpetró en el poder a Carias y a su vicepresidente hasta el 1 de enero de 1943, dejando en suspensión hasta esa fecha los artículos relativos a la elección del presidente (art. 202, reformado en 1939). 
Se ordenó la existencia de 4 a 7 secretarías de Estado, entre las cuales debía repartirse los ramos de «Relaciones Exteriores, Hacienda, Crédito Público, Guerra, Marina, Aviación, Gobernación, Justicia, Beneficencia, Sanidad, Educación Pública, Fomento, Trabajo, Agricultura y Comercio» (art. 124). Se creó una «Tesorería General de la República» y una Tesorería «Especial de Caminos» (art. 163). 
Se estableció que el «régimen político, militar, judicial y económico» de La Mosquitia podía ser distinto (art. 178). Se mandó que el gobierno debía impartir enseñanza en materia agrícola, industrial, de artes y de oficios (art. 198). Y se definió el «tesoro cultural de la Nación» como «toda la riqueza artística e histórica existente en el país», las ruinas y objetos arqueológicos y los lugares de belleza natural; el cual estaría bajo la custodia del estado (art. 157).
Poder Legislativo
Al concluir sus funciones, la Asamblea Constituyente quedó convertida en el nuevo Congreso Nacional, y sus diputados, por mandato constitucional, debían legislar hasta el 4 de diciembre de 1942 (art. 203). El Congreso debía reunirse 60 días cada 5 de diciembre, pudiendo tener sesiones extraordinarias convocadas por dos tercios de sus miembros o por el Ejecutivo, y sólo para tratar el asunto de su convocación (art. 90-91). 5 diputados podían convocar al Congreso en cualquier parte del país si el Ejecutivo impedía su instalación o sesiones, o lo disolvía (art. 95). Le correspondía al Congreso realizar el escrutinio para la elección de presidente y vicepresidente de la República. Si nadie obtenía mayoría absoluta, el Congreso nombraba al ganador dentro de los 20 días tras su instalación, y de no hacerlo, lo hacía la Corte Suprema de Justicia durante los 7 días antes de la toma de posesión (art. 101).
La elección a diputados se hacía sobre la base de un diputado propietario y uno suplente por cada 25 mil habitantes como mínimo; más un diputado por cada fracción que excediera la mitad de la base (art. 100). Los diputados contaban con inmunidades como no ser detenidos, acusados ni juzgados si el Congreso no los declaraba con formación de causa, y no ser demandados civilmente desde 15 días antes hasta 15 después de las sesiones ordinarias (art. 98). 
Poder Judicial
La Corte Suprema de Justicia estaba formada por 5 magistrados propietarios y 3 suplentes, escogidos por el Congreso (art. 101). La presidencia de la misma duraba un año (art. 143).
Poder Ejecutivo
En ausencia parcial o absoluta del «presidente de la República», la línea de sucesión para ocupar el cargo era: el vicepresidente, el presidente del Congreso y el presidente de la Corte Suprema (art. 114); sin embargo, en caso de ausencia absoluta sólo el vicepresidente podía terminar el periodo de mandato constitucional, los demás debían llamar a elecciones (art. 119). Al igual que en las anteriores constituciones, el presidente ejercía el mandato de la Policía. Aunque el Congreso aprobara la conducta de los funcionarios del Poder Ejecutivo, estos podían ser acusados por delitos oficiales; el término de prescripción para ello comenzaba tras 5 años después del cese de sus funciones (art. 188).

### Nacionalidad y ciudadanía
Se designó como hondureños naturales: a los nacidos en el territorio nacional, con excepción de los hijos de agentes diplomáticos y extranjeros transeúntes; a los nacidos en el extranjero, de progenitor hondureño y desde que residieran en Honduras o según las leyes extranjeras y tratados; y a los demás centroamericanos que pidieran la nacionalidad tras un año de residir en el país (art. 7). Eran hondureños naturalizados los extranjeros que renunciaran a su anterior nacionalidad tras 2 años de residir en el país para el caso de los españoles y latinoamericanos, y tras 4 años para el resto. La nacionalidad se perdía por naturalización voluntaria en país extranjero, cancelación de la carta de naturalización o prestación de servicios, en tiempo de guerra, a enemigos de Honduras o de sus aliados (art. 11-12).
Eran ciudadanos los hondureños varones mayores a 21 años, los casados de 18 años o los de 18 años que supieran leer y escribir (art. 24, reformado en 1954). La ciudadanía se suspendía por auto de prisión, sentencia que privara de los derechos políticos o por ser declarado deudor fraudulento o vago. Y se perdía por aceptar condecoraciones que implicaran sumisión a una nación extranjera, aceptar trabajo militar o político en otra nación o ayudar a un extranjero o nación extranjera en una reclamación diplomática o ante un tribunal internacional en perjuicio de Honduras. La ciudadanía también podía reestablecerse (art. 26). 

### Derechos y restricciones
Se garantizaba el libre ejercicio de las religiones (art. 57), la libertad de expresión, de enseñanza, de asociación, de reunión sin armas, de la industria y del comercio, pudiendo el Estado «estancar» para su provecho «el alcohol, el aguardiente, el salitre, la pólvora, las armas de fuego, las municiones de guerra y los explosivos usados en el arte militar» (art. 59-62). También se garantizó la libertad de adquirir propiedades (art. 64), de circular por el territorio nacional, cambiar de residencia, realizar peticiones a las autoridades y de portar armas (art. 66-68). Se garantizaba la privacidad de la correspondencia, excepto en casos civiles o penales (art. 52), y la propiedad de las propias obras y descubrimientos (art. 76).
La educación se estableció laica (art. 60). Se prohibió las subvenciones para enseñanzas religiosas, que un acto religioso pudiera establecer el estado civil de la gente (art. 57-58) y las vinculaciones en favor de instituciones religiosas (art. 65).
Al igual que en anteriores constituciones, el servicio militar fue obligatorio, pero se aumentó la edad de pertenencia al ejército activo de 21 a 25 años, y se mantuvo hasta los 30 años —esto se reformó en 1942. En caso de guerra, eran soldados todos los hondureños que pudieran portar un arma (art. 171). También se mandó a establecer escuelas militares (art. 175).
La tortura (art. 47) y la pena de muerte, al igual que en las anteriores constituciones, quedaron prohibidas; pero el mandato fue aplicar la pena de muerte para ciertos casos; mientras se establecía un sistema penitenciario (art. 31). La detención para inquirir no podía pasar de 7 días y la incomunicación de un detenido no podía exceder las 48 horas (art. 35-36). Se podía pagar fianza para evitar la condena a prisión si esta no excedía los 3 años (art. 42). Nadie podía ser obligado a declarar contra sí mismo, su cónyuge o parientes en cuarto grado de consanguinidad o segundo de afinidad (art. 45). La autoridad podía realizar allanamientos, bajo ciertas condiciones establecidas en la constitución (art. 48-50).
Se prohibió la acumulación de empleos remunerados, excepto de enseñanza y de cirujanos militares (art. 70); las labores insalubres o peligrosas y el trabajo de los menores de 12 años. Además, las mujeres y menores de 16 años no podían realizar trabajo nocturno industrial, ni comercial después de las 6 p. m.. La jornada máxima de trabajo remunerado era de 8 horas al día y de 6 para las personas de 12 a 16 años, además había un día de descanso por cada 6 de trabajo. El salario debía ser pagado en la moneda nacional y las industrias debían tener sus hospitales para atender a sus operarios (art. 191-195).
El estado de sitio era declarado por el Congreso y en su ausencia, por el Poder Ejecutivo por un periodo máximo de 60 días. Durante este se podían suspenderse las garantías encontradas solamente en los 13 artículos mencionados (art. 83-84).
Los extranjeros gozaban de todos los derechos civiles de los hondureños (art. 16), pero no podían desempeñar cargos públicos, con pena de expulsión, salvo en la enseñanza y las artes (art. 18). La extradición sólo podría otorgarse en virtud de ley o tratados, por delitos comunes graves, no por delitos políticos (art. 20).

### Formación de las leyes
La constitución podía reformarse parcialmente por el Congreso con el voto positivo de dos tercios de sus miembros, debiendo ratificarse por la misma cantidad de votos en la siguiente legislatura. La reforma total de la constitución o de los artículos 117, 118 —sobre el tiempo de mandato del presidente y las condiciones para ser presidente y vicepresidente— y 200 debía realizarse por una Asamblea Nacional Constituyente. Todas las leyes y demás disposiciones en vigor hasta la promulgación de la nueva constitución se mantenían mientras no se opusieran a ella o fueran legalmente derogadas o modificadas (art. 200-201). 
Tenían la iniciativa de ley los diputados, el presidente por medio de los secretarios de Estado y la Corte Suprema de Justicia en asuntos de su competencia. Excepto si hubiera urgencia aprobada por dos tercios de los votos, cada proyecto de ley era definitivamente votado tras tres deliberaciones en diferentes días (art. 104-105). Los demás mecanismos y condiciones para la aprobación y entrada en vigencia de una ley se encuentran en los artículos 106-113, donde se menciona por primera vez en una constitución al diario oficial la Gaceta. 

### Cultura
Por primera vez se define en la constitución el «tesoro cultural de la nación», como «la riqueza artística e histórica existente en el país», «las ruinas de antiguas poblaciones y los objetos arqueológicos» y «los lugares notables por su belleza natural o por su valor artístico o histórico»; asegurando su protección por parte del Estado (art. 157). 

## Reformas
Mandato de Carias Andino
El 30 de enero de 1937, se reformó el artículo 179 mediante decreto n.º 53, y se creó el Distrito Central de Honduras, actual capital de Honduras.
El 6 de marzo de 1939 se reformó nuevamente este artículo mediante el decreto 79, para, además de dividir los departamentos en municipios, dividirlos además en distritos, regidos por Consejos, los cuales pasarían a ser nombrados por el Poder Ejecutivo. Con este decreto se suprimió la autonomía municipal, y el territorio nacional se dividió en 31 distritos, supervisados por el Ministerio del Interior.
El 12 de diciembre de 1939 cinco diputados presentaron una propuesta al Congreso para reformar el artículo 12 y extender el periodo de mandato del gobernante Tiburcio Carias Andino y su vicepresidente Abraham Williams Calderón. Seis día después, mediante decreto 16 y bajo el razonamiento de mantener la paz en el país sostenida por ese gobierno, la totalidad de los diputados aprobaron la exención del mandato hasta el 1 de enero de 1949.
El 11 de diciembre de 1942, se reformó mediante decreto n.º 41 los artículos 171 y 173, con lo cual el ejército activo pasó a estar conformado por todos los hondureños de 18 a 32 años, entre otros cambios. 
Mandato de Juan Manuel Gálvez
En enero de 1954, cinco diputados del Movimiento Nacional Reformista introdujeron una moción al Congreso para otorgar derechos políticos a las mujeres; esta fue aprobada por unanimidad en un último debate el 25 de ese mes, por lo que ese día se reformaron los artículos 24 y 27, además del 171 de la constitución mediante decreto n.º 30. La reforma del artículo 24 le dio a las mujeres el grado de ciudadanas bajo las mismas condiciones que para los hombres:

«Son ciudadanos hondureños: 1. Los varones y mujeres mayores de 21 años; 2. Los varones y mujeres mayores de 18 años que sean casados; y, 3. Los varones y mujeres mayores de 18 años que sepan leer y escribir.»
Artículo 24, tras la reforma

Con lo cual obtuvieron el derecho a votar contenido en el artículo 25, el cual podían ejercer de forma optativa:

«El voto activo es una función pública, obligatoria e irrenunciable para los varones y optativa para las mujeres.»
Artículo 27, tras la reforma

Esta y otras reformas aprobadas no pudieron ser ratificadas ya que el sucesor de Gálvez, Julio Lozano Díaz disolvió al Congreso.
Las otras reformas fueron:
- 7 de marzo de 1950: se cambió el nombre del capítulo único del título primero y el nombre del título segundo, que solían llamarse respectivamente: «Capítulo único. De la Nació»n y «Título II. De la nacionalidad y la Soberanía»; también se modificaron los disposiciones territoriales en los artículos 4 y 153.
- 19 de diciembre de 1951: se reformó el artículo 16, permitiendo que las leyes establecieran restricciones en los derechos civiles de que gozaban los extranjeros, y también se reformó el artículo 62.
- 1 de febrero de 1952: se reformó el artículo 97, sobre las prohibiciones para ser diputado.
- 16 de febrero de 1953: se reformó el artículo 192, permitiéndose la realización de algunos trabajos insalubres o peligrosos.
- 18 de enero de 1954: se reformó mediante decreto n.º 19 el artículo 60 y se estableció que la «Universidad de Honduras es autónoma».
- 11 de marzo de 1954: se reformó el artículo 124 para no restringir el número de secretarías creadas y permitir al presidente la distribución de los negocios públicos.